# Klaus Prenner
Klaus Prenner (* 28. Februar 1943) ist ein ehemaliger deutscher Mittelstreckenläufer der 60er Jahre. Er startete für den TSV Mellrichstadt, den FSV Frankfurt und die DJK Würzburg.
Bei den Europäischen Hallenspielen 1967 in Prag siegte er zusammen mit Wolf-Jochen Schulte-Hillen und Franz-Josef Kemper in der 3-mal-1000-Meter-Staffel. In der 4-mal-880-Yards-Staffel lief er 1966 in London mit Walter Adams, Herbert Missalla und Arnd Krüger deutschen Rekord.
1962 belegte er bei den Deutschen Juniorenmeisterschaften den 2. Platz über 1500 Meter. 1964 wurde er deutscher Juniorenmeister im Waldlauf (Crosslauf) und über 1500 Meter. 1965 belegte er bei den Deutschen Meisterschaften den 3. Platz hinter Bodo Tümmler und Harald Norpoth über 1500 Meter. Im selben Jahr wurde er auf dieser Laufstrecke Deutscher Hochschulmeister und belegte bei den Studentenweltmeisterschaften (Budapest) den 5. Platz. Zweimal (1966 und 1967) wurde er Deutscher Hallenmeister über 1500 Meter.
Verletzungsbedingt beendete Prenner Ende 1967 seine sportliche Laufbahn.
Prenner war bis 2009 Hochschullehrer an der Fachhochschule Braunschweig/Wolfenbüttel -jetzt Ostfalia-Hochschule für angewandte Wissenschaft. Er leitete den Arbeitsbereich Sportwissenschaft – Erlebnispädagogik – Psychomotorische Entwicklungsförderung.
Von 2012 bis 2020 war er Leistungssportreferent im DAV (Deutscher Alpenverein, Landesverband Nord) und begleitete in Gremien des DAV die Entwicklung des Sportkletterns zur olympischen Disziplin (Tokio 2020).

## Persönliche Bestzeiten
- 800 m: 1:48,8 min, 26. Juni 1966, Berlin
- 1000 m: 2:21,8 min, 13. August 1966, Wiesbaden
- 1500 m: 3:44,1 min, 7. September 1966, Köln
- 3000 m: 8:15,2 min, 18. September 1965, Darmstadt